# Eduard Ebner
Eduard Ebner (* 20. Mai 1877 in Straubing; † 1924) war ein deutscher Germanist, Literarhistoriker und Lehrer.

## Leben
Eduard Ebner wurde als Sohn des Seminarlehrers Albert Ebner am 20. Mai 1877 in Straubing geboren. Er erwarb sein Abitur am humanistischen Gymnasium zu Straubing, heute Johannes-Turmair-Gymnasium. Nach kurzem Studienbeginn am Lyzeum zu Eichstätt, heute Katholische Universität Eichstätt-Ingolstadt, begann er ein Studium der Germanistik, Geschichte und Geographie für das Lehramt an der Ludwig-Maximilians-Universität München, das er bis 1899 mit beiden Staatsprüfungen abschloss. 
Ebner promovierte im Jahre 1906 an der Technischen Universität München bei Siegmund Günther und Richard Du Moulin-Eckart mit der Dissertation Geographische Hinweise und Anklänge in Plutarchs Schrift: de facie in orbe lunae.
Hauptsächlich arbeitete Ebner als Lehrer an der Königlichen Industrieschule Nürnberg, der heutigen Technischen Hochschule Nürnberg Georg Simon Ohm.

## Werke
- Geographische Hinweise und Anklänge in Plutarchs Schrift: de facie in orbe lunae, Dissertation K. Technische Hochschule München, Verlag Theodor Ackermann, München, 1906.
- Deutsche Literaturgeschichte, zus. m. Josef Rackl, 1907.
- Geschichte des Altertums, 1910.
- Deutsche Dichter auf Reisen. Mit sechs Bildern nach Zeichnungen von Goethe, Chamisso, und Scheffel, Carl Koch Verlag, Nürnberg, 1912.
- Geschichte des Mittelalters. Mit 23 Bildern, Carl Koch, 1921.
- Geschichte der Neuzeit. Mit 17 ganzseitigen Bildern und einem Bilderanhang für Kunstgeschichte, Carl Koch Verlag, Nürnberg, 1927.

### Als Herausgeber
- Hadlaub, von Gottfried Keller. Mit Einleitung und Erläuterungen.
- Das Stuttgarter Hutzelmännlein, von Eduard Mörike.
- Das Fähnlein der sieben Aufrechten, von Gottfried Keller.
- Magister, Oberlehrer, Professoren. Wahrheit und Dichtung in Literaturausschnitten aus fünf Jahrhunderten, Carl Koch Verlag, Nürnberg, 1908.
- Die bunte Welt. Länder und Leute in Dichterworten. Die fremden Erdteile, München u. Berlin, Oldenbourg Verlag, 1920.